# Elhadj Abdoul Hamidou Sall
Elhadj Abdoul Hamidou Sall (Hamidou Sall)  est un poète et écrivain sénégalais.

## Biographie
Sa famille est originaire du Fouta Toro (Guédé et Donaye-Tarédji) au nord du Sénégal dans le département de Podor, sur la rive gauche du fleuve Sénégal.
Hamidou Sall est le neveu des écrivains sénégalais Cheikh Hamidou Kane auteur de L’Aventure ambiguë et Abdoulaye Elimane Kane.
Connu pour sa filiation spirituelle à Léopold Sédar Senghor, dont il met en valeur et transmet l'héritage spirituel et littéraire , il a aussi été proche d’Aimé Césaire et de Jacqueline de Romilly, auxquels il rend hommage dans ses écrits. Il apporte une nouvelle touche à la littérature en mélangeant récits, poèmes et citations.

## Distinction
- Chevalier des Arts et des Lettres.

## Œuvres
Hamidou Sall a publié Rhapsodies fluviales en 2010 et Circonstances du cœur en 2011.
Dans Rhapsodies fluviales, il déploie sa vision de la poésie en un voyage inattendu qui va de son Sénégal, jusqu’à la Grèce ancienne en passant par les  pays de l’Europe de l’Est. Dans cet ouvrage, hommage est rendu aux grands poètes de la Négritude, Léopold Sédar Senghor et Aimé Césaire, mais aussi à son amie Jacqueline de Romilly. 
Inscrit dans le chant infini des paroles inspirées, spirituelles et mystiques de son origine et de ses terroirs, l’imaginaire poétique de Hamidou Sall est intimement mêlé aux flots des eaux du fleuve Sénégal, le fleuve ancestral.
Au fil du temps, tel un aède de l’antiquité grecque, il est traversé par la parole poétique, qu’il fait sienne. Il est embarqué dans le cheminement d’un destin inconnu, celui-là même qu’offre le langage poétique. Le fleuve des origines devient la métaphore de tous les fleuves, permettant un voyage sans frontière au pays des poètes. C’est ainsi que naissent les Rhapsodies fluviales, fruit d’une longue patience de mots et de lectures, cristallisation du hasard objectif qui fait se rencontrer les paroles et les écrits dans un espace-temps unique, celui de l’esprit. Ce sont ces paroles et ces écrits qui fondent l’identité multiple du poète qui défend ce qu’il a de plus cher : la langue. La langue-mère qui honore ses ancêtres et la langue française, plus que sienne,.
Dans son livre Circonstances du cœur, il raconte sa rencontre et ses entretiens avec Jacqueline de Romilly. Mais c’est également la célébration du « triangle pensant » formé par le trio Césaire, Senghor, et de Romilly. Dans sa préface, Erik Orsenna écrit : « Il était une fois le maître tisseur, Elhadj Abdoul Hamidou Sall, seul capable de fabriquer cette étoffe, peut-être parce qu'il est poète et savant des grands fleuves. Il était une fois ce livre à nul autre pareil ».

## Media
- Interview Hamidou Sall Rhapsodies fluviales dans « Danse des mots », émission de la chaîne Radio France Internationale RFI, diffusée le 9 mai 2011
- Interview Hamidou Sall Rhapsodies fluviales sur TV5Monde, dans les Rencontres du Salon du livre de Paris 2011
- Article de Julien Delmaire sur Rhapsodies fluviales, Cultures Sud, publié par Walf Fadjri Sénégal
- Interview Hamidou Sall Circonstances du cœur dans Danse des mots, émission de la chaine Radio France Internationale RFI, diffusée le lundi 5 décembre 2011
- Article Circonstances du cœur de O. Diouf, Journal Le Soleil (Sénégal)
- Interview Hamidou Sall Circonstances du cœur dans "L'entretien du jour", émission de la chaîne Télé 3A Sud, diffusée le 21 mars 2012
- Interview Hamidou Sall Rhapsodies fluviales et Circonstances du cœur par Antoine Houlou-Garcia dans l'émission Literary News[11] de la Radio canadienne CKCU, diffusée le 29 avril 2014